# Anna Oberc
Anna Oberc z domu Hulpowska-Szulc (ur. 7 sierpnia 1979 w Białymstoku) – polska aktorka teatralna i filmowa.

## Życiorys
Występowała w wielu teatrach, m.in. w krakowskich: Ludowym, STU i Łaźnia Nowa oraz warszawskich: Bajka, Studio Buffo, Och-Teatr i Kamienica.
Telewizyjną rozpoznawalność zyskała rolą Karoliny „Kiki” Bernsztajn, dziewczyny Łukasza Dunina (Dariusz Wnuk) w serialu Samo życie, w którym grała w latach 2005–2010. Zagrała także drugoplanowe role w serialach: Majka (2009–2010) i Singielka (2015–2016). Od 2018 gra Sandrę w serialu M jak miłość.
W 2016 była nominowana do zdobycia statuetki dla „nadziei Plejady” podczas Wielkiej Gali Gwiazd Plejady.

## Filmografia
- 2005–2010: Samo życie – Karolina „Kika” Bernsztajn
- 2008: Rysa – dziewczyna wynajmująca Joannie mieszkanie w Nowej Hucie
- 2009: Na dobre i na złe – żona Artura (odc. 381), Joanna (odc. 686)
- 2009–2010: Majka – Jola Ładosz
- 2010: Fenomen – Jadźka
- 2011: Wiadomości z drugiej ręki – Maria Puławska
- 2011: Barwy szczęścia – lekarka (odc. 595)
- 2011: Aida – Roksana (odc. 9)
- 2012: Na Wspólnej – Patrycja Sagan, partnerka Burzyńskiego
- 2012: Reguły gry – gość (odc. 11)
- 2014: Komisarz Alex – Edyta Kowalik (odc. 66)
- 2014: Pani z przedszkola – brunetka z telewizji
- 2015: O mnie się nie martw – klientka Marcina (odc. 15)
- 2015: Król życia – Hanna
- 2015–2016: Singielka – Monika Wilczewska
- 2017: Na dobre i na złe – Joanna Mazur, matka Wojtka (odc. 686)
- 2018: Ślad – Lena Kuzdrowska, lekarz patolog (odc. 17)
- 2018: O mnie się nie martw – Ewa (odc. 110)
- od 2019: M jak miłość – Sandra
- 2019: Za marzenia – Wanda Anielak
- 2019: Komisarz Alex – producentka Zoja Tracz (odc. 158, Oblicza miłości)
- 2019: 39 i pół tygodnia – urzędniczka (odc. 10)
- 2021: Zakochani po uszy – pacjentka (odc. 368)
- 2021: Piękni i bezrobotni – Cholandrowska (odc. 5)
- 2021: Komisarz Mama – Sylwia Piwowarczyk (odc. 2)
- 2021: Mamy to – Marta, siostra Ewy (odc. 2)
- 2021: Sexify – blondynka (odc. 3)
- 2021: Dawid i elfy – kobieta na ulicy
- 2022: Stulecie Winnych – Lidka (odc. 41)
- 2023-2024: Korona królów. Jagiellonowie - Katka
- 2024-2025: Królowie - Katka